# سارة ويلسون
سارة ويلسون (بالإنجليزية: Sarah Wilson)‏ هي مدربة كلاب ‏ أمريكية، ولدت في 1960 في ويليسلي (ماساتشوستس) في الولايات المتحدة.